# Кампания между войнами
Кампа́ния ме́жду во́йнами (ивр. המערכה בין המלחמות‎, сокращенно ивр. מב"ם‎ маба́м) — целенаправленная тайная межвоенная кампания, проводимая Израилем. Она ведётся Армией обороны Израиля и израильским разведывательным сообществом, не позволяя врагам Израиля (как правило ассоциирующимся с Ираном) развивать возможности, которые позволили бы им нарушить баланс сдерживания, путем обнаружения и выборочного уничтожения возникающих угроз безопасности Израиля.
Среди действий, приписываемых Израилю: удар в 2007 году по предполагаемому ядерному реактору в Сирии (Операция «Фруктовый сад»), уничтожение сирийского генерала Мухаммеда Сулеймана (публично не приписывается Израилю, хотя с Израилем консультировались), Имада Мугния, военачальника Хизбаллы и его сына, и Махмуда аль-Мабхуха. Атака Израиля в Судане (2009 г.) в ходе операции «Литой свинец», нападения в мае 2013 г. на поставки иранского оружия «Хизбалле» в Дамаске, нападение в январе 2013 г. на сирийский конвой с оружием в Рифском районе Дамаска, нападение в феврале 2014 г. сирийский конвой с оружием «Хизбалле» в Баальбеке, действия против иранской ядерной программы, и использование около 800 бомб против 200 целей по всей Сирии в 2017—2018 гг.